# 142 857 (nombre)
Le nombre 142 857 possède de nombreuses propriétés mathématiques remarquables en base dix. La plupart de celles-ci découlent du fait que 142 857 est la période du développement décimal de la fraction 1⁄7.

## Nombre cyclique
142 857 est un nombre cyclique appelé aussi « nombre phénix » :
Les multiples successifs de 142 857 en forment les permutations circulaires :
1 × 142 857 = 142 857
2 × 142 857 = 285 714
3 × 142 857 = 428 571
4 × 142 857 = 571 428
5 × 142 857 = 714 285
6 × 142 857 = 857 142

### Développement décimal cyclique des septièmes
La multiplication par 7 de 142 857 donne évidemment 999 999 (puisque 142 857 est le développement périodique de la partie décimale de la division 1⁄7) :
1/7 = 0,142 857 142 857 142 857 …
On notera alors la première approximation de pi par un rationnel dont la période du développement décimal comprend plus d'un chiffre :
22/7 = 3,142 857…  (approximation très grossière car seules deux premières décimales sont identiques).

### Multiplications de 8 à 14
Nous avons vu plus haut que les multiplications de 142 857 par les nombres de 1 à 6 produisaient des permutations circulaires de ce dernier. Les multiplications de 142 857 par 8 à 13 font aussi apparaître les permutations circulaires précédentes avec la particularité que le dernier chiffre n se transforme en (n – 1), l'unité « passant devant » (l'unité correspond au million) :
- 8 × 142 857 = 1 142 856 (le 7, dernier chiffre de la multiplication par 1, devient 1 + 6)
- 9 × 142 857 = 1 285 713 (le 4, dernier chiffre de la multiplication par 2, devient 1 + 3)
- 10 × 142 857 = 1 428 570 (le 1, dernier chiffre de la multiplication par 3, devient 1 + 0)
- 11 × 142 857 = 1 571 427 (le 8, dernier chiffre de la multiplication par 4, devient 1 + 7)
- 12 × 142 857 = 1 714 284 (le 5, dernier chiffre de la multiplication par 5, devient 1 + 4)
- 13 × 142 857 = 1 857 141 (le 2, dernier chiffre de la multiplication par 6, devient 1 + 1)
- 14 × 142 857 = 1 999 998 (le 9, dernier chiffre de la multiplication par 7, devient 1 + 8)
On note que la multiplication par 14 vérifie aussi la particularité de la décomposition du dernier chiffre n en (n – 1), l'unité « passant devant ».

### Multiplications de 15 à 21
Les multiplications de 142 857 par 15 à 21 font aussi apparaître les permutations circulaires précédentes avec la particularité cette fois que le dernier chiffre n se transforme en (n – 2), le 2 « passant devant » (2 correspond à 2 millions) :
- 15 × 142 857 = 2 142 855 (le 7, dernier chiffre de la multiplication par 1, devient 2 + 5)
- 16 × 142 857 = 2 285 712 (le 4, dernier chiffre de la multiplication par 2, devient 2 + 2)
- 17 × 142 857 = 2 428 569 (le 1, dernier chiffre de la multiplication par 3, devient 2 + (–1))
La multiplication par 17 fait apparaître une difficulté ; la règle s'applique sans s'appliquer. En effet, le problème de la décomposition du chiffre 1 en 2 + (–1) « oblige » à retirer une unité au chiffre des dizaines et à mettre 9 au niveau des unités. La permutation de 142 857 est moins visible.
- 18 × 142 857 = 2 571 426 (le 8, dernier chiffre de la multiplication par 4, devient 2 + 6)
- 19 × 142 857 = 2 714 283 (le 5, dernier chiffre de la multiplication par 5, devient 2 + 3)
- 20 × 142 857 = 2 857 140 (le 2, dernier chiffre de la multiplication par 6, devient 2 + 0)
- 21 × 142 857 = 2 999 997 (le 9, dernier chiffre de la multiplication par 7, devient 2 + 7)
La multiplication par 21 vérifie aussi la particularité de la décomposition du dernier chiffre n en (n – 2), le 2 « passant devant ».

### Multiplications suivantes
- Pour les multiplications de 22 à 28, le dernier chiffre n devient (n – 3), le 3 passant devant.
- Pour les multiplications de 29 à 35, le dernier chiffre n devient (n – 4), le 4 passant devant.
- Et ainsi de suite.

L'explication est assez simple. Tout nombre entier n peut s'écrire de façon unique (7 × a + b), a étant un nombre entier et b un nombre entier compris entre 0 et 6 (par simple division euclidienne par 7).
La multiplication par n devient :
n × 142 857 = (7 × a + b) × 142 857 
= a × (7 × 142 857) + b × 142 857
= a × (999 999) + b × 142 857
= (a × 1 000 000 - a) + b × 142 857
Le nombre b étant compris entre 0 et 6, le produit b × 142 857 fait apparaître la permutation.
Le terme (a × 1 000 000 – a) explique la décomposition du dernier chiffre n de la permutation en (n – a) et a « passant devant » (a millions)
Comme nous l'avons vu plus haut pour la multiplication par 17, les décompositions faisant apparaître un nombre négatif vont devenir de plus en plus fréquentes à mesure que le multiplicateur croît et la permutation deviendra de moins en moins visible.

## Lien avec 9, 99, 999 et 999 999
De nombreuses identités remarquables lient 142 857 aux nombres de la forme 10n – 1 :
1 + 4 + 2 + 8 + 5 + 7 = 27 où 2 + 7 = 9
14 + 28 + 57 = 99
142 + 857 = 999
142 857 × 7 = 999 999
Elles sont liées au fait que 142 857 est la période du développement décimal de la fraction 1⁄7 et se généralisent aux autres périodes de fractions du type 1⁄n par exemple :
- 333 (de 1⁄3)
- 09 (de 1⁄11)
- 076 923 (de 1⁄13)

On peut aussi remarquer que 2 est un élément d'ordre 6 modulo 9 :
{\displaystyle 2^{1}\mod 9\equiv 2}
{\displaystyle 2^{2}\mod 9\equiv 4}
{\displaystyle 2^{3}\mod 9\equiv 8}
{\displaystyle 2^{4}\mod 9\equiv 7}
{\displaystyle 2^{5}\mod 9\equiv 5}
{\displaystyle 2^{6}\mod 9\equiv 1}
et l'on voit réapparaître les chiffres 1, 4, 2, 8, 5 et 7.
À partir de 7 × 142 857 = 999 999, on peut déduire
142 857 × 7 × n = n × 1000000 – n,
ce qui permet de calculer mentalement rapidement n'importe quel multiple de 142 857.

## Nombre de Kaprekar
142 857 est un nombre de Kaprekar (en base dix) :
142 8572 = 20 408 122 449
142 857 = 20 408 + 122 449
De même en le multipliant par n'importe quel nombre, en additionnant les morceaux du résultat par groupes de 6 en partant de la fin et ainsi de suite avec le nouveau résultat on obtient le nombre 142 857 avec un éventuel décalage (donc 142 857 × 1, 2, … ou 6) ou 999 999 (= 142 857 × 7). Par exemple :
142 857 × 56 = 7 999 992
⇒ 7 + 999 992 = 999 999 = 142 857 × 7
142 857 × 125 = 17 857 125
⇒ 17 + 857 125 = 857 142 = 142 857 × 6
142 857 × 7 841 131 285 974 854 689 745 213 = 1 120 160 492 120 509 816 412 931 893 541
⇒ 1 + 120 160 + 492 120 + 509 816 + 412 931 + 893 541 = 2 428 569
⇒ 2 + 428 569 = 428 571 = 142 857 × 3
On notera également
142 8574 = 416 491 461 893 377 757 601
142 857 × 15 = 416 + 491 461 + 893 377 + 757 601
et
142 8578 = 173 465 137 830 082 936 774 412 507 898 191 113 275 201
142 857 × 15 = 173 465 + 137 830 + 082 936 + 77 4412 + 507 898 + 191 113 + 275 201
Cette décomposition d'un multiple comme somme de sous-nombres d'une puissance est partagée par les périodes d'un développement décimal de fraction, par exemple :
- 333 (de 1⁄3)
- 09 (de 1⁄11)
- 0 588 235 294 117 647 (de 1⁄17)

## Nombre Harshad
142 857 est un nombre Harshad : 142 857 = 5291 × (1 + 4 + 2 + 8 + 5 + 7).

## Nombre jumeau et la roue de six

La roue de six.

326 451 peut être considéré comme le jumeau de 142 857 :
- D'une part :
142 857 × 3 = 428 571
142 857 × 2 = 285 714
142 857 × 6 = 857 142
142 857 × 4 = 571 428
142 857 × 5 = 714 285
142 857 × 1 = 142 857
- D'autre part :
10 = 3 + (7 × 1)
100 = 2 + (7 × 14)
1 000 = 6 + (7 × 142)
10 000 = 4 + (7 × 1 428)
100 000 = 5 + (7 × 14 285)
1 000 000 = 1 + (7 × 142 857)

On peut visualiser certaines propriétés de 142 857 avec la roue de six évoquée par Dom Néroman dans son livre La leçon de Platon.
On y remarque que la somme des nombres opposés est égale à 9 dans la roue extérieure, et à 7 à l'intérieur.

## Autres propriétés
Sa décomposition en produit de facteurs premiers est :
142 857 = 33 × 11 × 13 × 37
Il possède au total 32 diviseurs, qui sont : 1,3,9,11,13,27,33,37,39,99,111,117,143,297,333,351,407,429,481,999,1221,1287,1443,3663,3861,4329,5291,10989,12987,15873,47619,142857.

## En littérature
Le nombre 142 857 apparaît dans la Trilogie du cycle des dieux de Bernard Werber comme le numéro de chambre de Michael Pinson et le fait réfléchir à toutes ses caractéristiques.

## Lien avec les nombres divisibles par 7
- Entre 1-10, il y a 1 nombre divisible par 7
- Entre 1-100, il y a 14 nombres divisibles par 7
- Entre 1-1000, il y a 142 nombres divisibles par 7
- Entre 1-10000, il y a 1428 nombres divisibles par 7
- Entre 1-100000, il y a 14285 nombres divisibles par 7
- Entre 1-1000000, il y a 142857 nombres divisibles par 7
- Entre 1-10000000, il y a 1428571 nombres divisibles par 7

…